# Jens Heppner
Jens Heppner (født 23. december 1964 i Gera) er en tidligere tysk landevejscykelrytter. Han vandt Tyskland Rundt i 1999. Han har tidligere haft den lyserøde førertrøje i Giro d'Italia i 10 dage og vundet en enkel etape i Tour de France